# Chomoco
Chomoco (auch: Sindicato Chomoco) ist eine Ortschaft im Departamento Cochabamba im südamerikanischen Andenstaat Bolivien.

## Lage im Nahraum
Chomoco liegt in der Provinz Chapare, ist Nachbarort der Stadt Colomi und ist der drittgrößte Ort im Cantón Colomi im Municipio Colomi. Die Ortschaft liegt auf einer Höhe von 3307 m fünf Kilometer südöstlich vom Corani-See, einem knapp 10 Kilometer langen See mit einer Fläche von etwa 18 km².

## Geographie
Chomoco liegt in einem der Hochtäler der bolivianischen Cordillera Oriental auf halbem Wege zwischen Altiplano und Chapare-Tiefland. Das Klima ist gemäßigt und ein typisches Tageszeitenklima, bei dem die mittleren Temperaturschwankungen zwischen Tag und Nacht stärker ausfallen als zwischen der kalten und warmen Jahreszeit.
Die Jahresdurchschnittstemperatur der Region beträgt knapp 11 °C (siehe Klimadiagramm Colomi), die Monatswerte schwanken dabei nur unwesentlich zwischen 8 °C im Juni/Juli und knapp 14 °C im November. Der Jahresniederschlag beträgt rund 550 mm, bei einer ausgeprägten Trockenzeit von Mai bis September mit Monatsniederschlägen unter 15 mm und einer kurzen Feuchtezeit von Dezember bis Februar mit 90 bis 120 mm Monatsniederschlag.

## Verkehrsnetz
Chomoco liegt in einer Entfernung von 52 Straßenkilometern östlich der Stadt Cochabamba, der Hauptstadt des Departamentos.
Durch Chomoco führt die Nationalstraße Ruta 4, die mit einer Länge von 1657 Kilometern das gesamte Land in West-Ost-Richtung durchquert. Die Straße beginnt im Westen bei Tambo Quemado an der chilenischen Grenze, passiert Cochabamba und Sacaba und erreicht nach 429 Kilometern Chomoco. Die Straße führt dann weiter in östlicher Richtung über Colomi ins bolivianische Tiefland nach Santa Cruz und endet bei Puerto Suárez im brasilianischen Grenzgebiet.

## Bevölkerung
Die Einwohnerzahl der Ortschaft ist in dem Jahrzehnt zwischen den beiden letzten Volkszählungen nahezu unverändert geblieben:
| Jahr | Einwohner         | Quelle       |
| ---- | ----------------- | ------------ |
| 1992 | keine Detaildaten | Volkszählung |
| 2001 | 554               | Volkszählung |
| 2012 | 544               | Volkszählung |
| 2024 |                   | Volkszählung |

Die Region weist einen hohen Anteil an Quechua-Bevölkerung auf, im Municipio Colomi sprechen 83,5 Prozent der Bevölkerung Quechua.